# Longdon (Worcestershire)
Longdon – wieś w Anglii, w hrabstwie Worcestershire, w dystrykcie Malvern Hills. Leży 19 km na południe od miasta Worcester i 157 km na zachód od Londynu.